# Willem Boas
Wolf Simon (Willem) Boas (Maassluis, 7 oktober 1890 - Amsterdam, 8 januari 1962) was een Nederlands voetbalscheidsrechter die tienmaal een internationale wedstrijd floot.

## Interlands
| Datum             | Plaats                       | Wedstrijd                  | Uitslag | Competitie        | Kreeg geel | Kreeg voor de tweede keer geel en dus rood | Weggestuurd |
| ----------------- | ---------------------------- | -------------------------- | ------- | ----------------- | ---------- | ------------------------------------------ | ----------- |
| 26 september 1920 | Stockholm, Zweden            | Zweden – Engeland          | 0 – 0   | Vriendschappelijk | 0          | 0                                          | 0           |
| 10 oktober 1920   | Stockholm, Zweden            | Zweden – Zweden            | 0 – 2   | Vriendschappelijk | 0          | 0                                          | 0           |
| 26 maart 1921     | Wenen, Oostenrijk            | Oostenrijk – Engeland      | 2 – 2   | Vriendschappelijk | 0          | 0                                          | 0           |
| 28 juli 1921      | Stockholm, Zweden            | Zweden – Zweden            | 1 – 3   | Vriendschappelijk | 0          | 0                                          | 0           |
| 31 juli 1921      | Helsinki, Finland            | Finland – Engeland         | 2 – 3   | Vriendschappelijk | 0          | 0                                          | 0           |
| 28 oktober 1921   | Praag, Tsjecho-Slowakije     | Tsjecho-Slowakije – Zweden | 6 – 1   | Vriendschappelijk | 0          | 0                                          | 0           |
| 6 november 1921   | Boedapest, Hongarije         | Hongarije – Zweden         | 4 – 2   | Vriendschappelijk | 0          | 0                                          | 0           |
| 26 maart 1922     | Frankfurt am Main, Duitsland | Duitsland – Engeland       | 2 – 2   | Vriendschappelijk | 0          | 0                                          | 0           |
| 15 april 1923     | Wenen, Oostenrijk            | Oostenrijk – Zweden        | 0 – 0   | Vriendschappelijk | 0          | 0                                          | 0           |
| 18 mei 1924       | Stockholm, Zweden            | Zweden – Engeland          | 5 – 1   | Vriendschappelijk | 0          | 0                                          | 0           |

Bijgewerkt t/m 27 januari 2014